# 俗離山

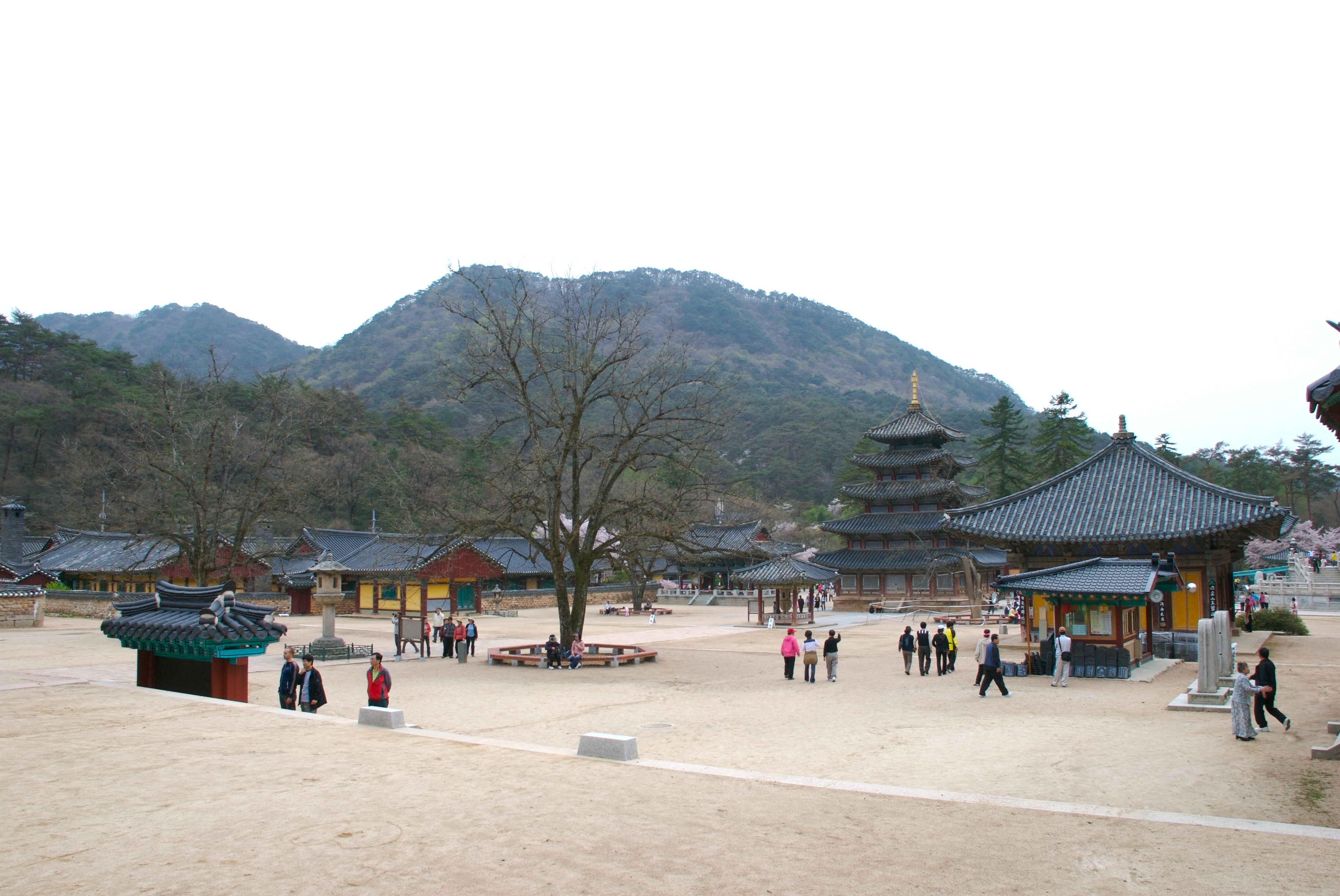
法住寺

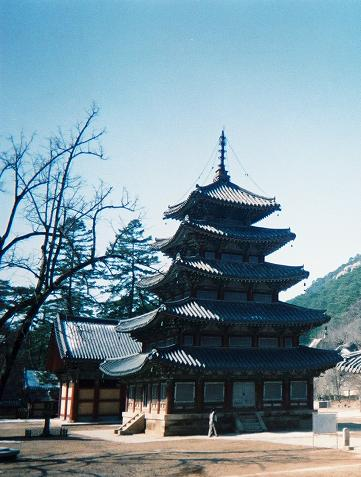
法住寺の捌相殿。韓国に唯一現存する木造五重塔。ブルース・リーの映画『死亡遊戯』は当初はこの塔が舞台となるはずであった

俗離山（ソンニさん 속리산）は、大韓民国中部の忠清北道・慶尚北道にまたがる、小白山脈に位置する山並の総称。俗離山国立公園に指定されている。
俗離山は忠清北道の報恩郡および槐山郡、慶尚北道の尚州市にまたがり、最高峰の天王峰（チョンワンボン、1,058m）やハイキング客の多い文蔵台（ムンジャンデ、1,029m）など標高1,000m程度の花崗岩でできた険しい峰からなる。天王峰、毘盧峰、観音峰、文蔵台、立石台などの九峰から構成される俗離山は、九峰山などとも呼ばれる。
また東へは洛東江、南へは錦江、西へは漢江といった韓国を代表する大河が俗離山に発している。山麓には華陽、仙遊、双谷などの渓谷があり、八橋九遙と呼ばれるように曲がりくねっている。これらの峰と渓谷が国立公園を形成している。一帯は松林や松の大木が多く、特に正二品松と呼ばれる松は高さや傘のような枝ぶりの美しさで名高い。この松は、李氏朝鮮時代の第7代国王世祖が俗離山を訪れた際に官位を与えた逸話がある。
山麓の俗離山（ソンニサン）面には、曹渓宗に属する653年創建の古刹・法住寺（ポッチュサ）がある。新羅時代から高麗時代には巨大な寺院であったが、李氏朝鮮王朝の排仏政策で衰退し文禄・慶長の役で焼失した。後に再建され、大仏や数々の建築物が残っている。
この他、法住寺周辺の街道沿いには土産物店、料理旅館などが立ち並び、韓国有数の観光地を形成している。特に俗離山一帯で採れる山菜を使った料理が有名である。
2002年には国際連合が定めた国際山岳年を記念し、山林庁は100大名山を選定、この中に俗離山も名を連ねることとなった。